# Hongshan, Chifeng
Hongshan är ett stadsdistrikt och säte för stadsfullmäktige i Chifeng i den autonoma regionen Inre Mongoliet i norra Kina.